# Morten Laursen Vig
Morten Laursen Vig (6. maj 1930 - 26. marts 2022), var rigsbibliotekar.
Morten Laursen Vig var provstesøn fra den nordvestjyske landsby Bøvlingbjerg. Han blev cand. mag. i historie fra Aarhus Universitet i 1960. Han blev først ansat på Statsbiblioteket i Aarhus, siden blev han førstebibliotekar ved Odense Universitetsbibliotek, hvorefter han blev overbibliotekar ved Roskilde Universitetsbibliotelk i perioden 1972-86. I 1986 udnævntes til rigsbibliotekar, som han var frem til 1997.
Morten Laursen Vig havde gennem årene mange tillidsposter i både den hjemlige og den internationale biblioteksverden. Han var bl.a. formand for Danmarks Forskningsbiblioteksforening 1982-1984  og medlem af Syddansk Universitets bestyrelse 1990-98. Han var også redaktør og forfatter til biblioteksfaglige og bibliotekshistoriske værker.

## Udvalgt litteratur
- Morten Laursen Vig, Jes Petersen og Morten Hein (red.): Erik Allerslev Jensen. Festskrift i anledning af 80 års dagen den 22. maj 1991. 1991.
- Morten Laursen Vig: ”Karl V. og Kommissionen”. I: Mellem bøger, bit og brugere, Statsbiblioteket 1977-2002. Statsbiblioteket. 2002.
- Morten Laursen Vig: ”En forenings fødsel. Historien om hvordan Danmarks Forskningsbiblioteksforening blev til”,’’ DF-Revy’’ 26:3, 2003.
- Morten Laursen Vig: ”Visionen om forskningsbibliotekernes overordnede struktur. Aspekter af dansk bibliotekspolitik i 1960erne og 1970erne og Forskningsbibliotekernes Målsætningsudvalg”. I: Umisteligt! Festskrift til Erland Kolding Nielsen. 2007.